# 濱口綾乃
濱口 綾乃（はまぐち あやの、6月14日 - ）は、日本の女性声優。山梨県出身。BLACK SHIPジュニア所属。

## 来歴
2014年にアミューズメントメディア総合学院声優タレント学科を卒業し、マウスプロモーション附属俳優養成所入所。2016年にマウスプロモーションの所属となる。
2024年3月31日をもってマウスプロモーションを退所。翌4月1日、BLACK SHIPへの移籍を自身のSNSで発表。

## 人物
音質はアルト。
資格は天文宇宙検定3級、星空博士。趣味はアメフト観戦、お香集め、着物を着て散歩、キャッチボール。特技は編み物、ソフトボール、篠笛。

## 出演

### テレビアニメ
2015年
- 六花の勇者（村人達）

2016年
- ジョジョの奇妙な冒険 ダイヤモンドは砕けない（女、女子生徒A、吉良の同僚女性、女性B）
- ドリフェス!（女の子）

2017年
- CHAOS;CHILD（キャスターB）
- ひなこのーと（女子部員）
- NEW GAME!!（店員A）
- 名探偵コナン（2017年 - 2019年、女性乗客、劇団員）

2018年
- 殺戮の天使（若い女）

2019年
- どろろ（マイマイオンバ、女房）
- ジョジョの奇妙な冒険 黄金の風（母親〈赤ん坊〉、母親）
- カードファイト!! ヴァンガード（小学生、子供）

2020年
- 宝石商リチャード氏の謎鑑定（電話の声）
- NOBLESSE -ノブレス-（女子）

2021年
- ゆるキャン△ SEASON2（女性）
- キングダム（2021年 - 2022年、幽族B、幽族C、女官、侍女、母） - 2シリーズ

2022年
- ハコヅメ〜交番女子の逆襲〜（母親）
- チェンソーマン（人質の女性、逃げ遅れた乗客）

2023年
- ジョジョの奇妙な冒険 ストーンオーシャン（マイクの母）
- もののがたり（女性）
- AIの遺電子（カップル女）
- 呪術廻戦 懐玉・玉折/渋谷事変（一般人）

2024年
- キャプテン翼シーズン2 ジュニアユース編（ピエールの母、空港アナウンス）
- 忘却バッテリー（女子生徒）

2025年
- 青のミブロ（子ども）
- LAZARUS ラザロ（AI）
- 戦隊大失格（デモ隊女性）

### 劇場アニメ
- 映画 聲の形（2016年、将也の姉）
- ずんだホライずん（2017年、中部つるぎ[15]）
- ジョゼと虎と魚たち（2020年）

### Webアニメ
- マウスどうぶつえん（2017年、キンギョのあやの）
- 日本沈没2020（2020年、まなの母）
- ULTRAMAN（2022年、オペレーター）
- サイバーパンク エッジランナーズ（2022年、医師）

### ゲーム
2013年
- フェアリーフェンサー エフ（妖聖）

2015年
- 源氏恋絵巻
- 小林が可愛すぎてツライっ!! ゲームでもキュン萌えMAXが止まらないっ(*´ェ`*)（店員、その他）

2016年
- 御城プロジェクト:RE 〜CASTLE DEFENSE〜（丸山城、板島丸串城）
- シドストーリー（アマデウス、クック）
- 戦国姫譚MURAMASA-雅-（大久保忠隣、支倉常長）
- 天空のクラフトフリート（サタン）

2020年
- 龍が如く7 光と闇の行方
- ラストピリオド -終わりなき螺旋の物語-（ムゥ）
- The Last of Us Part II
- ドラゴンクエストX いばらの巫女と滅びの神 オンライン（闘戦聖母）

2022年
- タクティクスオウガ リボーン（システィーナ・フォリナー）

2024年
- ファイナルファンタジーVII リバース
- ウマ娘 プリティーダービー 熱血ハチャメチャ大感謝祭!

2025年
- モンスターハンターワイルズ

### ドラマCD
- エスケープジャーニー
- 抱かれたい男1位に脅されています。 0章
- MAUSU THEATER
- ラジオホラー劇場 四十五番目の話（着物の女）

### デジタルコミック
- 義妹に婚約者を奪われた落ちこぼれ令嬢は、天才魔術師に溺愛される（2024年、ベラ、レベッカ、人探しの魔女）[23]

### 吹き替え

#### 映画
2013年
- プリズナー（ウェンディ）

2017年
- アップルとわたしのカラフルな世界（アリ）

2018年
- オーシャンズ8（カーラ）

2019年
- パッドマン 5億人の女性を救った男（ガヤトリ〈ラーディカー・アープテー〉）
- スレンダーマン 奴を見たら、終わり（レン〈ジョーイ・キング〉）
- トゥ・ヘル（メアリー〈リディア・ハースト〉）

2020年
- ザ・グラッジ 死霊の棲む屋敷（バーク）
- チャーリーズ・エンジェル（エレーナ〈ナオミ・スコット〉）
- レベッカ（ベアトリス〈グラディス・クーパー〉）※N.E.M版
- ラブ・アゲイン 2度目のプロポーズ（ソニョン〈イ・ジョンヒョン〉）

2019年
- ラスト・サマー -この夏の先に-

2020年
- EMMA エマ（エマの姉）
- ザ・グラッジ 死霊の棲む屋敷（バーク〈ジョン・J・ハンセン〉）

2021年
- ザ・ラスト・マーセナリー
- ホワイト・クイーン 〜白薔薇の女王〜（アン・ネヴィル〈フェイ・マーセイ〉）

2022年
- イン・ビトゥイーン（ダフィー〈ディアニー・ロドリゲス〉）
- シークレット・ヘッドクォーターズ
- 死霊館 悪魔のせいなら、無罪。（ジュディ・グラッツェル〈シャーリーン・アモイア〉）
- ブロードウェイ ドリーム!
- ホーム・チーム（エマ〈クロエ・ファインマン〉）
- マリグナント 狂暴な悪夢（ビバリー〈ポーラ・マーシャル〉）
- ロザライン

2023年
- アメリカン・フィクション（ボルケス〈グレタ・クィスペ〉）
- ザ・キッチン
- 呪詛（仙童）
- ラヴ・アゲイン（スージー・レイ〈ソフィア・バークリー〉）
- はみだしエルフが町にやって来た!（ファビオ）
- ヤクザプリンセス（アケミ〈MASUMI〉）

2024年
- ラバー、ストーカー、キラー（エイミー）

2025年
- ビーキーパー（ジェシカ・ダンフォース〈ジェマ・レッドグレイヴ〉）

#### ドラマ
2016年
- ボンダイビーチ動物病院
- LOVE ラブ（キャロライン、幼少期ガス）　

2017年
- ウェット・ホット・アメリカン・サマー: あれから10年（レナータ〈アリッサ・ミラノ〉、ジニー）
- ゴッドレス -神の消えた町-（セイディ・ローズ、ルイーズ・ボッブズ〈ジェシカ・スーラ〉）
- サンズ・オブ・アナーキー（ブルック）

2018年
- NCIS:LA 〜極秘潜入捜査班

2019年
- ドクター・フー シーズン11（ヤズミン・カーン〈マンディップ・ギル〉）
- ザ・モーニングショー（ハンナ〈ググ・バサ＝ロー〉）
- KIZU-傷-（ジョウズ）

2021年
- イカゲーム
- グッド・ワイフ
- シカゴ P.D.（キム・バージェス〈マリーナ・スコーシアーティ〉）
- ビッグ・リトル・ライズ（ジャッキー）
- メア・オブ・イーストタウン ある殺人事件の真実（アン）

2022年
- サーフェス〜ねじれた記憶〜（ソフィー〈ググ・バサ＝ロー〉）
- 二十五、二十一（チ・スンワン〈イ・ジュミョン〉）

2023年
- コッソンビ 二花院の秘密（スヒャン）
- 13の理由（ジェシカ・デイヴィス〈アリーシャ・ボー〉）

2024年
- アレックス・クロス 〜狙われた刑事〜（ケイラ・クレイグ、デイモン・クロス）
- タイヤーズ ～それでも回るよ人生は～
- 鉄の手（サンドラ）
- ナイト・エージェント（ヴァレリー）
- ヒエラルキー
- メイヤー・オブ・キングスタウン（イヴリン）

2025年
- DOC－わたしを思い出す日まで－（ノラ）
- ヘルプ・ミー・トッド
- ゼロデイ（モニカ・キダー〈ギャビー・ホフマン〉）
- ロッカビー: パンナム103便爆破事件

#### アニメ
- おさるのジョージ（マルコ〈2代目〉）
- ザ・スター はじめてのクリスマス
- スーパーモンスターズ（クレオ）
- 百妖譜（町の女）
- ぼくらベアベアーズ（テイブス）
- マイ・エレメント（レイク[36]）

### CM
- ラジオ大阪・ラジオ日本「東京ジョイポリス・Amazon声優ストアインフォマーシャル」

### シリーズ一覧
1. ↑  第3シリーズ（2021年）、第4シリーズ（2022年）